# أرييل بلومر
أرييل بلومر هي مغنية وكاتبة غنائية سويدية، ولدت في 6 سبتمبر 1989 في السويد.